# Jean-Patrick Balleux
 (décembre 2023).
Si vous disposez d'ouvrages ou d'articles de référence ou si vous connaissez des sites web de qualité traitant du thème abordé ici, merci de compléter l'article en donnant les références utiles à sa vérifiabilité et en les liant à la section « Notes et références ».
Jean-Patrick Balleux est un journaliste québécois né le 23 juillet 1974 à Drummondville. 
Diplômé en science politique de l'Université de Montréal et de l'école Promédia en 1998, il fait son entrée la même année à la radio de la Société Radio-Canada (SRC) à Montréal comme rédacteur et lecteur de nouvelles. En novembre 1999, il se joint à l'équipe des sports. Il couvre notamment plusieurs éditions des jeux olympiques, à la télé, à la radio et sur Internet.
En 2008, il crée et anime la websérie interactive "Les Jeux dont vous êtes le héros" aux Jeux olympiques de Pékin. Il reprend le concept à Sotchi aux Jeux olympiques d'hiver.
Entre 2008 et 2012, il est chroniqueur à l'émission Tellement sport.
Entre 2013 et 2015, il anime la série "Les héros du vendredi" à l'émission C'est pas trop tôt de Radio-Canada Première où il est chroniqueur sportif. Il rencontre ainsi des auditeurs qui lui feront pratiquer 67 sports différents, du hockey sous-marin au parapente en passant par le parcours canin, la nage synchronisée et l'agilité équestre.
En 2015-16, il couvre les activités des Alouettes et du Club de foot Montréal. En 2016-17, il couvre les activités du Canadiens de Montréal. En 2017, il devient le chroniqueur sportif de RDI matin et à Radio-Canada Télé.
En 2020, il couvre les Jeux olympiques de la jeunesse à Lausanne, ce qui lui vaut d'être finaliste avec Roseline Filion au titre de Meilleure animation d'une émission sportive au Gala des prix Gémeaux.